# Malá Plynární
Malá Plynární je pražská ulice nacházející se v oblasti Holešovic. Komunikace tvoří spojnici mezi ulicemi Plynární a Vrbenského. Její charakter a poloha odkazuje k Plynární ulici, která svým jménem odkazuje na někdejší pražskou holešovickou plynárnu zbudovanou v letech 1887 a 1888 na ploše vymezené ulicemi Argentinská, Plynární, Osadní a U Průhonu, tedy jižně od ulice Malá Plynární. Plyn se zde vyráběl počínaje rokem 1888 až do zprovoznění plynárny v Michli (1927).

## Historie
Ulice vznikla roku 1925 a pojmenování Malá Plynární měla až do roku 1940, kdy se změnilo na Schottkyho, které odkazovalo na Julia Maxe (či Maxmiliána) Schottkyho (1794–1849), což byl německý historik a topograf, jenž v letech 1815 a 1831 střídavě pobýval buď ve Vídni, v Pešti a nebo v Praze. Roku 1830 vydal dvě publikace, které se zabývají místopisem a historií Prahy. Ani jedna ovšem nepatří mezi spolehlivá díla.
Po druhé světové válce se v roce 1945 název ulice změnil na původní Malou Plynární.